# W Studios
W Studios es una productora audiovisual bi-nacional fundada en 2016 como joint venture entre TelevisaUnivision y el productor colombiano Patricio Wills, quien es también directivo de la programadora y ex-productora colombiana RTI Televisión, la cual es su sucesora como productora. Actualmente el que está a cargo de la productora es el productor Carlos Bardasano desde 2018.

## Historia
El 26 de febrero de 2016, se anunció que Patricio Wills, junto con Fernando Restrepo Suárez y Univision Communications, Inc. firmaron una alianza para crear una nueva compañía de producciones audiovisuales. Wills explico, que la productora nace con un concepto liviano, sin mayor infraestructura ni cámaras, y con el propósito de grabar las historias donde se desarrollen y no necesariamente en Colombia. También explico que "El objeto de la compañía es la producción de series y programas para la cadena UniMás. Y también la realización de series y formatos cortos para el mercado mexicano, especialmente Televisa, quien es parte de toda esta figura, y quien ha sido el impulsor de esta asociación".
El 27 de marzo de 2016, se anuncia que Carlos Bardasano (quien era «V.P. de Contenido original de Univision») es nombrado como el «V.P. Senior de contenido original» y a la par se hace oficial el nombre de la productora, «W Studios». Días después, se anuncia la primera producción de la productora, La piloto, iniciando la preproducción y casting el 6 de mayo de 2016. La producción oficialmente inició el 5 de septiembre de 2016, siendo también la primera coproducción fruto de una alianza con la productora mexicana Lemon Studios, firmada en agosto de 2016.
El 5 de marzo de 2018, Patricio Wills es ascendido como el nuevo «V.P. Corporativo de contenido» —sustituyendo a la productora Rosy Ocampo en el cargo— y «Presidente de Televisa Studios» en Televisa, a su vez dejando a Carlos Bardasano como el nuevo presidente a cargo de W Studios y productor ejecutivo.

## Listado de producciones
| #              | Año  | Producción                           | No. Eps. | Emisión original                               | Creador o desarrollador            | Productor ejecutivo                                     | Ref.          |
| -------------- | ---- | ------------------------------------ | -------- | ---------------------------------------------- | ---------------------------------- | ------------------------------------------------------- | ------------- |
| Década de 2010 |      |                                      |          |                                                |                                    |                                                         |               |
| 1              | 2017 | La piloto                            | 162      | 7 de marzo de 2017 – 7 de octubre de 2018      | Jörg Hiller María Cecilia Boenheim | Patricio Wills (1.ª temp.) Carlos Bardasano (2.ª temp.) | [ 9 ]         |
| 2              | 2017 | La fuerza de creer                   | 7        | 3 de septiembre de 2017 – 11 de enero de 2019  | Jimena Romero                      | Patricio Wills                                          |               |
| 3              | 2018 | Descontrol                           | 7        | 7 de enero – 4 de febrero de 2018              | Varios                             | Patricio Wills                                          |               |
| 4              | 2018 | La bella y las bestias               | 82       | 12 de junio – 10 de septiembre de 2018         | Juan Camilo Ferrand                | Patricio Wills                                          |               |
| 5              | 2018 | Amar a muerte                        | 87       | 5 de noviembre de 2018 – 3 de marzo de 2019    | Leonardo Padrón                    | Carlos Bardasano                                        |               |
| 6              | 2018 | Las Buchonas                         | 81       | 30 de noviembre de 2018 – 6 de abril de 2019   | Andrés López López                 | Patricio Wills                                          |               |
| 7              | 2019 | El Dragón: El regreso de un guerrero | 82       | 30 de septiembre de 2019 – 20 de enero de 2020 | Arturo Pérez-Reverte               | Carlos Bardasano                                        |               |
| Década de 2020 |      |                                      |          |                                                |                                    |                                                         |               |
| 8              | 2020 | Rubí                                 | 27       | 21 de enero – 27 de febrero de 2020            | Leonardo Padrón                    | Carlos Bardasano                                        | [ 4 ]         |
| 9              | 2020 | Como tú no hay 2                     | 85       | 24 de febrero – 2 de junio de 2020             | Ximena Suárez                      | Carlos Bardasano                                        | [ 13 ] [ 14 ] |
| 10             | 2021 | Si nos dejan                         | 83       | 1 de junio – 11 de octubre de 2021             | Leonardo Padrón                    | Carlos Bardasano                                        | [ 15 ]        |
| 11             | 2022 | Los ricos también lloran             | 60       | 21 de febrero - 13 de mayo de 2022             | Esther Feldman Rosa Salazar Arenas | Carlos Bardasano                                        | [ 16 ]        |
| 12             | 2022 | La mujer del Diablo                  | 26       | 21 de julio de 2022 - 6 de enero de 2023       | Leonardo Padrón                    | Patricio Wills Carlos Bardasano                         | [ 17 ] [ 18 ] |
| 13             | 2022 | Travesuras de la niña mala           | 10       | 8 de diciembre de 2022 - 2 de febrero de 2023  | María López Castaño                | Patricio Wills Carlos Bardasano                         | [ 19 ] [ 20 ] |
| 14             | 2023 | Pienso en ti                         | 75       | 13 de marzo - 23 de junio de 2023              | Ximena Suárez                      | Carlos Bardasano                                        | [ 21 ] [ 22 ] |
| 15             | 2023 | El gallo de oro                      | 20       | 20 de octubre de 2023 - 12 de enero de 2024    | Lina Uribe Darío Vanegas           | Patricio Wills Carlos Bardasano                         | [ 23 ]        |
| 16             | 2023 | La hora marcada                      | 9        | 27 de octubre de 2023                          | Laura Wills Dávila                 | Patricio Wills Carlos Bardasano                         | [ 24 ]        |
| 17             | 2024 | El extraño retorno de Diana Salazar  | 8        | 17 de mayo de 2024-presente                    | Esther Feldman Marisel Lloberas    | Patricio Wills Carlos Bardasano                         | [ 25 ]        |
| 18             | 2024 | La historia de Juana                 | 65       | 3 de junio - 30 de agosto de 2024              | Perla Farías                       | Patricio Wills                                          | [ 26 ]        |